# 迪斯默爾嶺
78°17′S 162°48′E / 78.283°S 162.800°E
迪斯默爾嶺（英語：Dismal Ridge）是南極洲的山嶺，位於維多利亞地的斯科特海岸，北面是拉迪安冰川，西面是格林普斯冰川，南面是肯普冰川，現時由南極條約體系管理。

## 外部連結
. . United States Geological Survey.   [2012-01-21].